# Aurora (imię)
Aurora – imię żeńskie pochodzenia łacińskiego oznaczające „zorzę poranną, jutrzenkę”. Imię pochodzi od bogini Aurory, identyfikowanej później z grecką Eos.
Aurora imieniny obchodzi 20 października, na pamiątkę św. Aurory.
Znane osoby noszące imię Aurora:
- Aurora Cunha – portugalska lekkoatletka,
- Aurora von Königsmarck – hrabina szwedzka,
- Aurore Mongel – francuska pływaczka,
- George Sand, właśc. Amandine-Aurore-Lucile Dupin – francuska pisarka,
- Aurora López Gonzalez – hiszpańska zakonnica, męczennica, błogosławiona katolicka.
- Aurora Aksnes – norweska piosenkarka.